# Battaglia di Heartbreak Ridge
La battaglia di Heartbreak Ridge fu una battaglia nella guerra di Corea che durò dal 13 settembre al 15 ottobre del 1951 combattuta sulle colline della Corea del Nord vicino a Chorwon. Dai cinesi è confusa con la battaglia del "triangolo delle colline" avvenuta l'anno seguente.
La battaglia provocò 3 500 morti tra le Nazioni Unite e 25 000 tra cinesi e nordcoreani.

## Cronologia
Il 13 settembre i tre reggimenti di fanteria della 2ª Divisione dell'esercito statunitense (9º, 23º e 38º reggimento di fanteria), più un battaglione francese aggregato, attaccarono le colline sul confine preceduti da intensi bombardamenti aerei e d'artiglieria. Nel tardo pomeriggio presero la zona grazie ad un attacco frontale da parte del 23º Reggimento all'ultimo bunker nemico rimasto. L'attacco aveva sfinito le unità coinvolte e lasciato sul campo molti caduti.
Nella giornata del 17 settembre il soldato di prima classe Herbert K. Pililaau guadagnava la medaglia d'onore del Congresso. Nel tentativo di conquista della collina 931 furono fatte avanzare 3 compagnie di fanteria, tra cui quella del soldato Pililaau che serviva come tiratore M1918 Browning Automatic Rifle.
Durante l'avanzata un forte concentramento d'artiglieria ed il basso livello di munizioni indussero le unità
americane a ritirarsi, Pililaau si offrì volontario per coprire la ritirata.
I compagni lo videro battersi con grande valore fino ad esaurire le munizioni e le bombe a mano.
Il combattimento che egli intraprese si trasformò in una lotta corpo a corpo con i nord coreani.
Il soldato Pililaau morì trafitto da una baionetta.
Il giorno dopo i suoi compagni tornarono ad avanzare e trovarono il corpo del soldato Pililaau attorniato da oltre 40 soldati nord-coreani.
La notte dello stesso giorno scattò la controffensiva nordcoreana-cinese che prese di sprovvista la fanteria delle Nazioni Unite. I coreano-cinesi contavano sulla superiorità numerica, sui rinforzi e sui depositi vicini. Il 27 settembre il Comandante Maggiore Robert N. Young della seconda divisione Marines mandò il 72º battaglione Carri composto da M4A3E8 Sherman a ovest per attaccare le riserve e i depositi nordcoreani. L'unica strada utilizzabile era controllata dai nordcoreani e bloccata da ostacoli d'ogni sorta, la 2ª divisione e il 72º battaglione rimasero li bloccati a ripulire l'area sotto la pressione nordcoreano-cinese. Il 10 ottobre scattò la grande offensiva che distrusse i nordcoreani e i cinesi.

## Citazioni
Heartbreak Ridge è il titolo originale di un film di Clint Eastwood del 1986 (titolo in italiano Gunny).